# Wilhelm His (1831-1904)

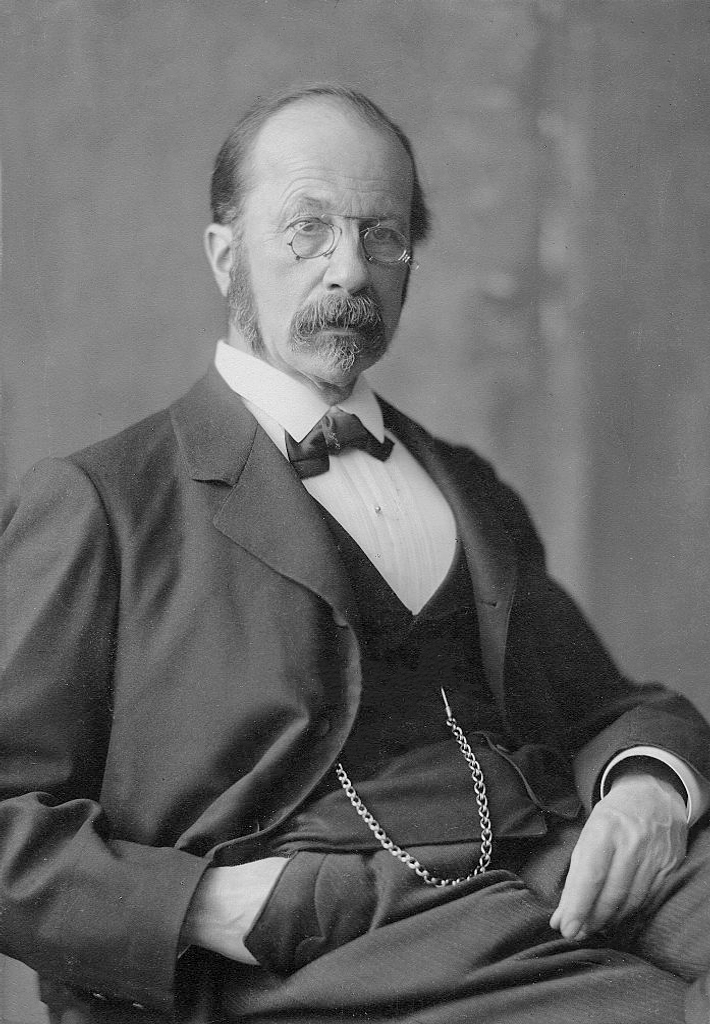
Wilhelm His Sr.

Wilhelm His (Bazel, 9 juli 1831 - Leipzig, 1 mei 1904) was een Zwitsers anatoom en is de vader van de cardioloog en internist Wilhelm His Jr. Hij is tevens oom van Johann Friedrich Miescher.

## Biografie
His stamt uit een patriciërsfamilie en studeerde in Bazel onder Johannes Peter Müller en Robert Remak, Würtzburg onder Rudolf Virchow en Albert von Kölliker, Bern, Wenen en Parijs medicijnen. In 1854 promoveerde His en in 1856 keerde hij terug naar Bazel. 
In 1857 werd hij benoemd tot hoogleraar in de anatomie en fysiologie te Bazel, en vanaf 1872 zou hij hoogleraar te Leipzig zijn. In Bazel zou hij opgevolgd worden door zijn neef Johann Friedrich Miescher. In 1877/78, 1883/84, 1887/88 en 1898/99 was His decaan van de faculteit en in 1882 rector. 

## Werk
His heeft onderzoek gedaan naar het embryo van de kip waarin hij het bestaan van de neurale lijst ontdekte. Hij heeft ook onderzoek gedaan naar de menselijke embryo, en heeft hierbij onder meer de Regel van His opgesteld, die handelt over de lengte van een zwangerschap. Daarnaast heeft His ook ontwikkelingen aan het microtoom op zijn naam staan en heeft onderzoek gedaan aan het centrale zenuwstelsel. His is tevens de ontdekker van het neuroblast.
Met zijn ontdekking in 1883 dat iedere axon zijn oorsprong heeft in een enkele zenuwcel, legde His de fundamenten voor de neuronentheorie. His heeft samen met Franz Jozef Steger de his-stegermethode ontwikkeld, een manier om anatomische preparaten te maken.

## Bron
- www.whonamedit.com